# Ahmad Abdullah
Ahmad Hassan Abdullah, Arabisch:عبد الله أحمد حسن, (Kaptarakwa, 4 mei 1981) is een Qatarese voormalig langeafstandsloper van Keniaanse herkomst. Hij werd Aziatisch kampioen op de 10.000 m en bij het veldlopen. Ook nam hij eenmaal deel aan de Olympische Spelen, maar won bij die gelegenheid geen medaille.

## Biografie
Op de wereldkampioenschappen veldlopen in 2001 werd Abdullah zesde op de korte afstand. Het jaar erop behaalde hij dezelfde klassering op de lange afstand. Op 12 augustus 2003 veranderde hij zijn nationaliteit van Keniaanse tot Qatarese en nam tevens een Arabische naam aan. Hij wijzigde zijn naam van Albert Chepkurui in Ahmad Hassan Adbullah. Korte tijd hierna werd hij bij de wereldkampioenschappen in Parijs vierde op de 10.000 m.
In 2004 werd hij vierde bij de WK veldlopen korte afstand en behaalde op het WK halve marathon in New Delhi een bronzen medaille. Eveneens brons won hij in 2005 op de WK veldlopen lange afstand en bij de korte afstand moest hij genoegen nemen met een achtste plaats.
In 2007 werd Ahmad Abdullah Aziatisch kampioen op de 10.000 m en vice-kampioen op de 5000 m. Ondanks een persoonlijk record van 1:01.46 was deze tijd op het WK halve marathon slechts voldoende voor een 27e plaats. In 2008 moest hij bij zowel de WK veldlopen als op de 10.000 m bij de Olympische Spelen van Peking genoegen nemen met een achtste plaats. In Peking was hij met zijn tijd van 27.23,75 wel sneller dan zijn Qatarese landgenoten Essa Ismail Rashed (27.58,67) en Felix Kibore (28.11,92), die respectievelijk 20e en 22e werden. De finale werd gewonnen door de Ethiopiër Kenenisa Bekele met een verbetering van het olympisch record tot 27.01,17.
Abdullah is aangesloten bij Al-Sadd.

## Titels
- Aziatisch kampioen 10.000 m - 2003, 2007
- Aziatisch kampioen veldlopen - 2007, 2009

## Persoonlijke records
Baan
| Onderdeel | Prestatie     | Datum            | Plaats    |
| --------- | ------------- | ---------------- | --------- |
| 1500 m    | 3.42,42       | 17 juni 2000     | Palo Alto |
| 3000 m    | 7.43,01       | 10 juli 1999     | Caorle    |
| 5000 m    | 12.56,27      | 27 juni 2003     | Oslo      |
| 10.000 m  | 26.38,76 (AR) | 5 september 2003 | Brussel   |

Weg
| Onderdeel      | Prestatie | Datum           | Plaats       |
| -------------- | --------- | --------------- | ------------ |
| 5 km           | 13.36     | 13 april 2003   | Carlsbad     |
| 10 km          | 27.31     | 1 april 2001    | La Courneuve |
| 15 km          | 42.57     | 14 oktober 2007 | Udine        |
| 20 km          | 58.31     | 14 oktober 2007 | Udine        |
| halve marathon | 1:01.46   | 14 oktober 2007 | Udine        |
| 30 km          | 1:30.07   | 29 april 2012   | Hamburg      |
| marathon       | 2:08.36   | 29 april 2012   | Hamburg      |

## Palmares

### 5000 m
Kampioenschappen
- 2003: 10e Wereldatletiekfinale - 13.37,44
- 2004: 6e Wereldatletiekfinale - 13.12,60
- 2007:  Aziatische kamp. - 14.08,66

Golden League-podiumplek
- 2004:  Weltklasse Zürich – 13.07,08

### 10.000 m
Kampioenschappen
- 2003:  Aziatische kamp. - 28.45,64
- 2003: 4e WK - 27.18,28
- 2008:  Aziatische kamp. - 29.45,95
- 2008: 8e OS - 27.23,75
- 2009:  Aziatische kamp. - 28.28,38
- 2009: 11e WK - 27.45,03

Golden League-podiumplekken
- 2003:  Memorial Van Damme – 26.38,76
- 2004:  Memorial Van Damme – 26.59,54

### 10 km
- 2012: 5e Parelloop - 28.02

### halve marathon
- 2004:  WK - 1:02.36
- 2007: 27e WK - 1:01.46
- 2008:  WK - 1:01.57

### marathon
- 2012: 5e marathon van Hamburg - 2:08.36

### veldlopen
- 1999: 5e WK voor junioren - 26.01
- 2001: 6e WK (korte afstand) - 12.46
- 2002: 6e WK (lange afstand) - 35.32
- 2004: 4e WK (korte afstand) - 11.44
- 2005: 8e WK (korte afstand) - 11.46
- 2005:  WK (lange afstand) - 35.34
- 2006: 14e WK (lange afstand) - 36.25
- 2007: 12e WK (lange afstand) - 37.37
- 2008: 8e WK - 35.18
- 2009: 18e WK - 36.04